# Multiplicador de força
En ciència militar, la multiplicació de la força o un multiplicador de força es refereix a un factor o una combinació de factors que dona al personal o a les armes (o a qualsevol altra maquinària) la capacitat de realitzar gestes més grans que sense ella. El factor de multiplicació és l'augment de mida esperat necessari per tenir la mateixa efectivitat sense aquest avantatge. Per exemple, si una tecnologia determinada com el GPS permet que una força aconsegueixi els mateixos resultats d'una força cinc vegades més gran però sense GPS, el multiplicador és de cinc. Aquestes estimacions s'utilitzen per justificar un cost d'inversió per als multiplicadors de força.
Abans de l'era de les comunicacions electròniques modernes, els mongols feien servir tàctiques d'eixam coordinades per comunicacions militars eficaços mitjançant banderes, banyes i missatgers. A l'edat mitjana, les estaques dels arquers van ser introduïdes a terra per protegir-se dels guerrers muntats. Aquest és un exemple de "braços combinats", un altre mètode antic de multiplicar de força.

## Història
Hi ha diferents exemples històrics notables de multiplicaciós de forces:
- Fortificacions: p. Ex. muralles de Teodosi de Constantinoble.[1]
- Dependència de la força aèria per part de la Coalició en la Guerra del Golf[2] i la invasió de l'Iraq de 2003.[3]

## Psicologia
Napoleó és ben conegut pel seu comentari "La moral és per al físic, tres a un." L'exsecretari d'Estat dels Estats Units i president de l'Estat Major Conjunt, Colin Powell ha dit "L'optimisme perpetu és un multiplicador de força." Durant molt de temps se sap que la moral, l'entrenament i l'ethos produeixen efectes desproporcionats al camp de batalla.
La guerra psicològica pot dirigir-se a la moral, la política i els valors dels soldats enemics i els seus partidaris per neutralitzar-los eficaçment en un conflicte.
La tortura d'individus notoris en poblacions enemigues es pot convertir en vectors de malalties socials i crear efectes duradors a la població objectiva que superin les lesions físiques.